# Арвидссон, София
Лена София Александра Арвидссон (чаще упрощённо — София Арвидссон) (швед. Lena Sofia Alexandra Arvidsson; родилась 16 февраля 1984 года в Хальмстаде, Швеция) — шведская теннисистка; победительница трёх турниров WTA (два — в одиночном разряде); финалистка одного юниорского турнира Большого шлема в одиночном разряде (Australian Open-2001).

## Общая информация
София — старшая из двух детей Ингве и Лены Арвидссон; её брата зовут Фредрик.
Шведка занимается теннисом с восьми лет: с данной игрой её познакомил сосед — тренер по теннису. Арвидссон считает себя игроком задней линии; лучший удар — бэкхенд; любимые турниры — зальные.

## Спортивная карьера
Юниорские годы
София неплохо проявляла себя на соревнованиях международного уровня уже в юниорские годы, достигнув позиций в Top30 как одиночного, так и парного рейтинга среди старших юниоров. Пик выступлений пришёлся на рубеж сезонов 2000 и 2001 годов, когда Арвидссон достигла 12-й строчки одиночного рейтинга, регулярно играла на поздних стадиях турниров G1 и G2, а также добралась до единственного финала на турнирах Большого шлема: на Australian Open, уступив лишь лидеру посева того соревнования Елене Янкович.
Первые годы в протуре
На соревнованиях среди взрослых шведка впервые попробовала себя в начале 1999 года, получив возможность испытать себя на небольших турнирах на родине. В августе София впервые попробовала себя на соревновании WTA, сыграв в квалификации небольшого соревнования серии в Бельгии. Постепенно шлифуя своё игровое мастерство, Арвидссон стала всё увереннее выступать на малых турнирах и к июлю следующего года смогла выиграть свой первый титул — на 10-тысячнике в Бостаде в парном разряде; путь к первому титулу в одиночном разряде занял ещё четырнадцать месяцев и один проигранный финал — в сентябре 2001 года шведка выиграла схожий по уровню турнир в Сандерленде. Постепенно сосредоточившись лишь на играх в протуре, София всё более увеличивает результативность своих выступлений и к осени следующего года поднимается к границе второй и третьей сотни одиночной классификации, в июле дебютируя в основной сетке турнира WTA, а пару месяцев спустя проводя и свои первые матчи в отборе взрослого турнира Большого шлема: на US Open, где сходу добирается до финального круга. Через год позитивная тенденция продолжилась — она регулярно играла квалификации соревнований тура ассоциации и всё результативнее выступала в туре федерации: среди прочего дважды сыграв в финалах 50-тысячников: сначала проиграв титульный матч в итальянском Ортизеи, а затем победив в американском Юджине. Эти небольшие успехи в сочетании со спадом результатов тогдашнего лидера национального одиночного тенниса Осы Свенссон, позволили Арвидссон впервые закончить календарный год первой ракеткой страны.
В 2004 году София стала более активно играть более престижные соревнования, что первоначально привело к локальному спаду результатов. В январе шведка впервые приняла участие в основной сетке турнира Большого шлема, а позже выиграла свой самый статусный парный титул: вместе с той же Свенссон победив на 75-тысячнике в американском Мидленде. Успехи начала сезона не имели продолжения в дальнейшем — не слишком удачное сочетание турниров разного статуса отбросило Софию к концу сезона в начало третьей сотни рейтинга. Однако получив возможность строить свой график выступлений более консервативно, шведка год спустя отыграла все потерянные позиции и впервые закончила сезон в Top100; играя небольшие турниры федерации? она постепенно восстановила уверенность в своих силах и в мае во второй раз смогла добиться права сыграть в основе турнира Большого шлема: в этот раз пройдя квалификацию на Roland Garros, а следом и выиграв первый матч в основе на подобном уровне. Постепенно результаты шведки всё больше росли и постепенно успехи стали приходить не только на соревнованиях федерации, но и на турнирах ассоциации, где Арвидссон начиная с августа заработала несколько четвертьфиналов, а в начале ноября пробилась и в свой первый финал на подобном уровне (в канадском Квебеке, где уступила в титульном матче Эми Фразье).
2006-10
В 2006 году результаты удалось закрепить: Арвидссон впервые сыграла в основной сетке каждого турнира Большого шлема, стабильно выигрывала матчи на турнирах ассоциации, а в феврале завоевала и первый титул — на турнире в Мемфисе, переиграв в полуфинале всю ту же Фразье. Позже результаты пошли на спад и остаток сезона принёс лишь один, сравнительно крупный, успех — София добралась до полуфинала на турнире в Стокгольме. Через год кризис усугубился — шведка вновь пополнила свой график выступлений турнирами федерации, за счёт которых постепенно нормализовала свой рейтинг, завершив сезон в самом начале второй сотни классификации. На рубеже весны и лета падение результатов вынуждало Арвидссон дважды играть отборочные соревнования к турнирам Большого шлема. В 2008 году шведка вновь вошла и закрепилась в первой сотне рейтинга, выигрывая всё больше матчей на турнирах ассоциации: так в феврале она дважды добралась до четвертьфиналов на этом уровне — сначала в Антверпене, а затем — в Мемфисе. В мае Арвидссон закрепилась в начале второй полусотни рейтинга, выиграв 75-тысячник в Загребе, благодаря чему впервые смогла отобраться и сыграть в Олимпийском турнире. До конца сезона София успела записать на свой счёт ещё один финал на крупном соревновании федерации — в ноябре уступив в финале 100-тысячника в Оденсе Каролине Возняцки.
Через год последовал очередной спад, отбросивший шведку в середину второй сотни и заставивший её впервые за пять лет пропустить сразу три основные сетки турниров Большого шлема. Вновь насытив свой календарь небольшими турнирами федерации, Арвидссон постепенно преодолела и этот игровой кризис, а ранние поражения на соревнованиях ассоциации позволили уделять большее внимание парным выступлениям, где София в сентябре наконец завершила серию из поражений в полуфиналах турниров ассоциации и впервые сыграла в титульном матче — в Квебеке, где вместе с Северин Бремон Бельтрам уступила Ване Кинг и Барборе Заглавовой-Стрыцовой. После этого финала шведка заметно увеличила свою результативность на соревнованиях протура и за короткий период выиграла несколько десятков матчей в одиночном разряде на средних и крупных турнирах федерации, заметно пополнив свой рейтинг. В 2010 году удачная серия продолжилась: Арвидссон вновь закрепилась в первой сотне классификации. В начале этого сезона, от турнира к турниру играя всё продуктивнее, София добилась своего первого за четыре года финала на соревнованиях ассоциации — всё в том же Мемфисе она из квалификации добралась до титульного матча, уступив лишь Марии Шараповой. В апреле Арвидссон и Юханна Ларссон смогли впервые за семь лет вывести и закрепить свою сборную в одном из элитных дивизионов Кубка Федерации, сначала выиграв региональный дивизион, а затем переиграв в плей-офф мировой группы сборную Китая. Во второй половине сезона Арвидссон упрочила свои позиции в середине первой сотни рейтинга, не брезгуя для поддержания игровой формы игрой и на сравнительно мелких турнирах. В августе и ноябре она дважды добирается до финалов 100-тысячников: сначала уступив в Бронксе Анне Чакветадзе, а затем взяв верх в Пуатье над Полин Пармантье. Сыгранная в сборной пара с Ларссон в сентябре принесла обеим первый титул на соревнованиях ассоциации — всё в том же Квебеке, где в финале шведки взяли верх над Барборой Заглавовой-Стрыцовой и Бетани Маттек-Сандс.
2011-14
Через год позиции в первой сотне одиночного рейтинга удалось сохранить, а также пополнить их схожим рейтингом в парном разряде. Пики выступлений в сольных турнирах пришлись на несколько, мало связанных друг с другом, соревнований: дважды Арвидссон пробивалась в третий раунд на соревнованиях ассоциации — в мае, в Брюсселе и в октябре, в Пекине; а также один раз — в четвёртый: в июле, в Бостаде. Парный год принёс несколько полуфиналов на этом же уровне и один титульный матч — в Окленде, где София, вместе с Мариной Эракович, уступила Квете Пешке и Катарине Среботник. В 2012 году шведка вновь заметно улучшила результаты, впервые завершив сезон в первой полусотни одиночной классификации. В феврале София впервые за шесть лет победила на соревновании ассоциации — вновь в Мемфисе, взяв в финале верх над всё той же Эракович. В дальнейшем Арвидссон стабильно выигрывала матчи на крупнейших турнирах, а на более мелких соревнованиях регулярно пробивалась в поздние стадии, где крупнейшими успехами стали два полуфинала: в Брюсселе, где София уступила Симоне Халеп, и в Москве, где Арвидссон проиграла Каролине Возняцки. В парном разряде в том сезоне шведка добыла свой очередной финал: вместе с Кайей Канепи София добралась до титульной встрече в Копенгагене, не справившись на решающем тай-брейке с Кимико Датэ-Крумм и Рикой Фудзиварой.
В 2013 году шведка угодила в затяжной спад, постепенно провалившись в конец третьей сотни рейтинга. В том сезоне София отступила в начало второй сотни классификации, долгое время играя лишь сравнительно крупные соревнования ассоциации и лишь поздней осенью попробовав играть на турнирах федерации. На фоне проблем в одиночном разряде единожды удалось блеснуть в паре: в сверхудачном для себя Мемфисе Арвидссон, вместе с Юханной Ларссон, добралась до своего очередного финала, где уступила Кристине Младенович и Галине Воскобоевой. В 2014 году игровые проблемы ещё больше усугубились: даже регулярные игры на 25-тысячниках и в квалификации турниров Большого шлема не привели к скорому выправлению ситуации, и к зиме рейтинг упал настолько, что Australian Open-2015 стал первым за последние 50 турниров серии, прошедшим без участия шведки.
Сборная и национальные турниры
Весьма продолжительная карьера Арвидссон в протуре пришлась на заметный кризис в национальном теннисе и ей, часто, не было особой альтернативы в заявке сборной в любом официальном командном турнире. В Кубке Федерации София впервые сыграла вскоре после своего шестнадцатилетия и в следующие 15 лет не пропускала ни одного розыгрыша турнира, приняв за это время в 88 играх, пришедшиеся на 50 матчевых встреч, где было выиграно 36 одиночных матчей и 14 — парных. Арвидссон за это время переписала на себя все статистические рекорды команды и время от времени, вместе с Юханной Ларссон играла со сборной в одном из элитных дивизионов турнира, в 2009-11 годах, возвращая команду во вторую мировою группу турнира София и Юханна выиграли подряд семь матчевых встреч в рамках турнира, установив новое пиковое достижение шведок по этому показателю. Также Арвидссон единожды была задействована за национальную команду в Кубке Хопмана — в 2006 году, когда вместе с Томасом Юханссоном не смогла выйти из группы на предварительном раунде.
Дважды шведка представляла своё государство на олимпийском теннисном турнире: в 2008 и 2012 годах, пару раз сыграв в одиночном турнире и единожды попробовав себя в миксте.

## Рейтинг на конец года
| Год  | Одиночный рейтинг | Парный рейтинг |
| 2015 | 316               | 1 105          |
| 2014 | 271               |                |
| 2013 | 118               | 219            |
| 2012 | 41                | 157            |
| 2011 | 78                | 74             |
| 2010 | 52                | 146            |
| 2009 | 124               | 116            |
| 2008 | 64                | 176            |
| 2007 | 102               | 158            |
| 2006 | 63                | 318            |
| 2005 | 67                | 306            |
| 2004 | 176               | 171            |
| 2003 | 113               | 278            |
| 2002 | 167               | 437            |
| 2001 | 513               |                |
| 2000 | 854               | 724            |

## Выступления на турнирах

### Финалы турнировWTAв одиночном разряде (4)

#### Победы (2)
| Легенда: До 2009 года       | Легенда: С 2009 года  |
| --------------------------- | --------------------- |
| Турниры Большого Шлема (0)  |                       |
| Олимпиада (0)               |                       |
| Итоговый чемпионат года (0) |                       |
| 1-я категория (0)           | Premier Mandatory (0) |
| 2-я категория (0)           | Premier 5 (0)         |
| 3-я категория (1)           | Premier (0)           |
| 4-я категория (0)           | International (1+1)   |
| 5-я категория (0)           | International (1+1)   |

| Титулы по покрытиям | Титулы по месту проведения матчей турнира |
| ------------------- | ----------------------------------------- |
| Хард (2+1)          | Зал (2+1)                                 |
| Грунт (0)           | Зал (2+1)                                 |
| Трава (0)           | Открытый воздух (0)                       |
| Ковёр (0)           | Открытый воздух (0)                       |

| №  | Дата            | Турнир          | Покрытие | Соперница в финале | Счёт        |
| 1. | 25 февраля 2006 | Мемфис, США     | Хард(i)  | Марта Домаховска   | 6-2 2-6 6-3 |
| 2. | 25 февраля 2012 | Мемфис, США (2) | Хард(i)  | Марина Эракович    | 6-3 6-4     |

#### Поражения (2)
| №  | Дата            | Турнир         | Покрытие | Соперница в финале | Счёт    |
| 1. | 6 ноября 2005   | Квебек, Канада | Хард(i)  | Эми Фразье         | 1-6 5-7 |
| 2. | 20 февраля 2010 | Мемфис, США    | Хард(i)  | Мария Шарапова     | 2-6 1-6 |

### Финалы турнировITFв одиночном разряде (32)

#### Победы (20)
| Легенда:          |
| ----------------- |
| 100.000 USD (1)   |
| 75.000 USD (1+1)  |
| 50.000 USD (5+5)  |
| 25.000 USD (10+5) |
| 10.000 USD (3+2)  |

| Титулы по покрытиям | Титулы по месту проведения матчей турнира |
| ------------------- | ----------------------------------------- |
| Хард (13+10)        | Зал (14+9)                                |
| Грунт (5+2)         | Зал (14+9)                                |
| Трава (0)           | Открытый воздух (6+4)                     |
| Ковёр (2+1)         | Открытый воздух (6+4)                     |

| №   | Дата             | Турнир                     | Покрытие | Соперница в финале      | Счёт               |
| 1.  | 30 сентября 2001 | Сандерленд, Великобритания | Хард(i)  | Оливия Санчес           | 6-3 2-6 6-0        |
| 2.  | 4 ноября 2001    | Стокгольм, Швеция          | Хард(i)  | Зузи Бендш              | 6-1 6-2            |
| 3.  | 3 марта 2002     | Бухен, Германия            | Ковёр(i) | Зина Шмидли             | 7-6(4) 3-5 — отказ |
| 4.  | 30 июня 2002     | Бостад, Швеция             | Грунт    | Мария Вольфбрандт       | 7-5 6-4            |
| 5.  | 20 октября 2002  | Сандерленд, Великобритания | Хард(i)  | Ольга Барабанщикова     | 6-2 1-6 6-4        |
| 6.  | 28 сентября 2003 | Глазго, Великобритания     | Хард(i)  | Тесси ван де Вен        | 3-6 6-3 6-3        |
| 7.  | 16 ноября 2003   | Юджин, США                 | Хард(i)  | Тара Снидер             | 6-4 6-4            |
| 8.  | 30 ноября 2003   | Прухонице, Чехия           | Ковёр(i) | Виржини Пише            | 6-1 6-2            |
| 9.  | 6 февраля 2005   | Сандерленд, Великобритания | Хард(i)  | Ирина Булыкина          | 6-1 6-1            |
| 10. | 18 февраля 2007  | Сент-Пол, США              | Хард(i)  | Ольга Говорцова         | 2-6 6-1 6-4        |
| 11. | 7 июля 2007      | Бостад, Швеция             | Хард(i)  | Лиана-Габриэла Унгур    | 6-7(7) 6-2 6-0     |
| 12. | 14 октября 2007  | Жуэ-ле-Тур, Франция        | Хард(i)  | Кристина Барруа         | 6-3 6-2            |
| 13. | 21 октября 2007  | Глазго, Великобритания     | Хард(i)  | Кэти О`Брайен           | 6-3 6-1            |
| 14. | 11 мая 2008      | Загреб, Хорватия           | Грунт    | Северин Бремон          | 7-6(0) 6-2         |
| 15. | 27 сентября 2009 | Сагеней, Канада            | Хард(i)  | Северин Бремон Бельтрам | 5-7 6-4 7-6(1)     |
| 16. | 18 октября 2009  | Жуэ-ле-Тур, Франция        | Хард(i)  | Елена Докич             | 6-2 7-6(7)         |
| 17. | 3 июля 2010      | Истад, Швеция              | Грунт    | Валерия Савиных         | 6-3 6-1            |
| 18. | 31 октября 2010  | Пуатье, Франция            | Хард(i)  | Полин Пармантье         | 6-2 7-6(4)         |
| 19. | 22 февраля 2015  | Сюрпрайз, США              | Хард     | Саназ Маранд            | 6-2 6-1            |
| 20. | 28 июня 2015     | Хельсингборг, Швеция       | Грунт    | Малин Улвефельдт        | 6-7(4) 6-1 6-2     |

#### Поражения (12)
| №   | Дата            | Турнир                   | Покрытие | Соперница в финале  | Счёт            |
| 1.  | 5 ноября 2000   | Стокгольм, Швеция        | Хард(i)  | Сабрина Йолк        | 2-4 4-0 2-4 2-4 |
| 2.  | 12 мая 2002     | Эдинбург, Великобритания | Грунт    | Барбора Стрыцова    | 6-4 4-6 6-7(2)  |
| 3.  | 1 декабря 2002  | Прухонице, Чехия         | Ковёр(i) | Анна Запорожанова   | 6-4 4-6 4-6     |
| 4.  | 2 февраля 2003  | Ортизеи, Италия          | Ковёр(i) | Мара Сантанджело    | 6-2 2-6 2-6     |
| 5.  | 12 октября 2003 | Джерси                   | Хард(i)  | Сибиль Баммер       | 6-7(1) 2-6      |
| 6.  | 14 ноября 2004  | Питтсбург, США           | Хард(i)  | Шенай Перри         | 2-6 1-6         |
| 7.  | 15 мая 2005     | Фалькенберг, Швеция      | Грунт    | Юханна Ларссон      | 1-6 3-6         |
| 8.  | 23 ноября 2008  | Оденсе, Дания            | Грунт    | Каролина Возняцки   | 2-6 1-6         |
| 9.  | 1 ноября 2009   | Пуатье, Франция          | Хард(i)  | Елена Докич         | 4-6 4-6         |
| 10. | 28 августа 2010 | Бронкс, США              | Хард     | Анна Чакветадзе     | 6-4 2-6 2-6     |
| 11. | 23 октября 2011 | Лимож, Франция           | Хард(i)  | Сорана Кырстя       | 2-6 2-6         |
| 12. | 27 октября 2013 | Пуатье, Франция          | Хард(i)  | Александра Саснович | 1-6 7-5 4-6     |

### Финалы турнировWTAв парном разряде (5)

#### Победы (1)
| №  | Дата             | Турнир         | Покрытие | Партнёрша      | Соперницы в финале                             | Счёт           |
| 1. | 19 сентября 2010 | Квебек, Канада | Хард(i)  | Юханна Ларссон | Бетани Маттек-Сандс Барбора Заглавова-Стрыцова | 6-1 2-6 [10-6] |

#### Поражения (4)
| №  | Дата             | Турнир                 | Покрытие | Партнёрша               | Соперницы в финале                    | Счёт           |
| 1. | 20 сентября 2009 | Квебек, Канада         | Хард(i)  | Северин Бремон-Бельтрам | Ваня Кинг Барбора Заглавова-Стрыцова  | 1-6 3-6        |
| 2. | 8 января 2011    | Окленд, Новая Зеландия | Хард     | Марина Эракович         | Квета Пешке Катарина Среботник        | 3-6 0-6        |
| 3. | 15 апреля 2012   | Копенгаген, Дания      | Хард(i)  | Кайя Канепи             | Кимико Датэ-Крумм Рика Фудзивара      | 2-6 6-4 [5-10] |
| 4. | 24 февраля 2013  | Мемфис, США            | Хард(i)  | Юханна Ларссон          | Кристина Младенович Галина Воскобоева | 6-7(5) 3-6     |

### Финалы турнировITFв парном разряде (16)

#### Победы (13)
| №   | Дата             | Турнир                     | Покрытие | Партнёрша                | Соперницы в финале               | Счёт              |
| 1.  | 2 июля 2000      | Бостад, Швеция             | Грунт    | Кристина Бенгтссон       | Сусанна Филипп Мария Вольфбрандт | 6-4 7-5           |
| 2.  | 3 марта 2002     | Бухен, Германия            | Ковёр(i) | Клодин Шоль              | Анна Бастрикова Клаудиа Кардис   | 6-0 7-5           |
| 3.  | 12 октября 2003  | Джерси                     | Хард(i)  | Кайя Канепи              | Ивонн Мойсбургер Ханна Нуни      | 6-3 7-5           |
| 4.  | 15 февраля 2004  | Мидленд, США               | Хард(i)  | Оса Свенссон             | Элисон Бейкер Тара Снидер        | 7-6(5) 6-2        |
| 5.  | 4 июля 2004      | Лос-Гатос, США             | Хард     | Ипек Шенолу              | Нана Мияги Лилия Остерло         | 6-1 2-6 6-4       |
| 6.  | 6 февраля 2005   | Сандерленд, Великобритания | Хард(i)  | Мартина Мюллер           | Катарина Мишич Драгана Зарич     | 6-2 6-3           |
| 7.  | 18 февраля 2007  | Сент-Пол, США              | Хард(i)  | Антонелла Серра-Дзанетти | Мервана Югич-Салкич Ипек Шенолу  | 7-6(4) 5-7 7-6(7) |
| 8.  | 7 октября 2007   | Нант, Франция              | Хард(i)  | Юханна Ларссон           | Каролина Маес Мелани Саут        | 4-6 7-5 [10-7]    |
| 9.  | 20 октября 2007  | Глазго, Великобритания     | Хард(i)  | Юханна Ларссон           | Вероника Хвожкова Катрин Вёрле   | 6-3 6-2           |
| 10. | 3 июля 2009      | Истад, Швеция              | Грунт    | Сандра Рома              | Мелани Клаффнер Ханна Нуни       | 6-4 6-4           |
| 11. | 27 сентября 2009 | Сагеней, Канада            | Хард(i)  | Северин Бремон Бельтрам  | Стефани Дюбуа Ребекка Марино     | 6-3 6-1           |
| 12. | 21 ноября 2009   | Братислава, Словакия       | Хард(i)  | Михаэлла Крайчек         | Татьяна Пучек Арина Родионова    | 6-3 6-4           |
| 13. | 23 октября 2011  | Лимож, Франция             | Хард(i)  | Джилл Крейбас            | Каролин Гарсия Орели Веди        | 6-4 4-6 [10-7]    |

#### Поражения (3)
| №  | Дата          | Турнир               | Покрытие | Партнёрша           | Соперницы в финале                | Счёт        |
| 1. | 5 ноября 2000 | Стокгольм, Швеция    | Хард(i)  | Кристина Яркенстедт | Йенни Линдстрём Мария Вольфбрандт | 0-4 3-5 0-4 |
| 2. | 16 мая 2004   | Стокгольм, Швеция    | Грунт    | Ханна Нуни          | Надежда Островская Драгана Зарич  | 6-7(3) 3-6  |
| 3. | 27 июня 2009  | Кристинехамн, Швеция | Грунт    | Сандра Рома         | Ханне Скак Йенсен Юханна Ларссон  | 6-7(5) 2-6  |

## История выступлений на турнирах
| Турнир                 | 2002          | 2003          | 2004          | 2005          | 2006          | 2007          | 2008          | 2009          | 2010          | 2011          | 2012   | 2013  | 2014  | Итог   | В/П за карьеру |
| ---------------------- | ------------- | ------------- | ------------- | ------------- | ------------- | ------------- | ------------- | ------------- | ------------- | ------------- | ------ | ----- | ----- | ------ | -------------- |
| Турниры Большого Шлема |               |               |               |               |               |               |               |               |               |               |        |       |       |        |                |
| Australian Open        | -             | К             | 1Р            | К             | 3Р            | 1Р            | 2Р            | 1Р            | 2Р            | 1Р            | 1Р     | 1Р    | К     | 0 / 12 | 8-12           |
| Roland Garros          | -             | К             | К             | 2Р            | 2Р            | 1Р            | 1Р            | К             | 1Р            | 1Р            | 2Р     | 1Р    | К     | 0 / 12 | 9-13           |
| Уимблдон               | -             | К             | К             | 2Р            | 1Р            | К             | 1Р            | К             | 1Р            | 1Р            | 1Р     | 1Р    | К     | 0 / 12 | 8-12           |
| US Open                | К             | К             | К             | К             | 2Р            | 1Р            | 2Р            | К             | 2Р            | 1Р            | 2Р     | 2Р    | К     | 0 / 13 | 10-13          |
| Итог                   | 0 / 1         | 0 / 4         | 0 / 4         | 0 / 4         | 0 / 4         | 0 / 4         | 0 / 4         | 0 / 4         | 0 / 4         | 0 / 4         | 0 / 4  | 0 / 4 | 0 / 4 | 0 / 49 |                |
| В/П в сезоне           | 2-1           | 3-4           | 3-4           | 8-4           | 4-4           | 3-5           | 2-4           | 2-4           | 5-4           | 0-4           | 2-4    | 1-4   | 0-4   |        | 35-50          |
| Олимпийские игры       |               |               |               |               |               |               |               |               |               |               |        |       |       |        |                |
| Летняя олимпиада       | НП            | НП            | -             | Не проводился | Не проводился | Не проводился | 2Р            | Не проводился | Не проводился | Не проводился | 1Р     | НП    | НП    | 0 / 2  | 1-2            |
| Итоговый чемпионат WTA |               |               |               |               |               |               |               |               |               |               |        |       |       |        |                |
| Турнир чемпионок WTA   | Не проводился | Не проводился | Не проводился | Не проводился | Не проводился | Не проводился | Не проводился | -             | -             | -             | Группа | -     | -     | 0 / 1  | 1-0            |

К — проигрыш в квалификационном турнире.